# Jaz (relojes)
Jaz es una marca de relojes francesa. Fue fundada en París en 1919 por Ivan Benel y por Louis Gustave Brandt bajo el nombre de Compagnie Industrielle de Mécanique Horlogère. La empresa se especializó en la producción de despertadores y de relojes de pared. Desde 2019 es propiedad de la empresa Data Access.

## Historia

### 1919-1940: un despertar revolucionario

#### Fundación (1919-1921)
Jaz es una empresa relojera francesa especializada en la producción de despertadores y relojes de pared. Fue fundada en París en 1919 por Ivan Benel (ingeniero francés, 1881-1970) y Louis Gustave Brandt (descendiente de Louis Brandt, fundador de Omega) bajo el nombre de Compagnie Industrielle de Mécanique Horlogère (C.I.M.H.).
El 28 de enero de 1919 se creó oficialmente la C.I.M.H. como Sociedad Anónima (S.A.) con un capital de 600.000 francos, que posteriormente aumentó a 1,8 millones de francos durante el mismo año. Su sede se ubicó en el número 18 del bulevar Malesherbes de París, y su fábrica de 2.500 m² se construyó en Puteaux, en la región parisina, bajo la dirección de Edouard Hoyaux. La empresa rápidamente contó con unos cincuenta empleados.

#### Lanzamiento de la firma (1921-1930)
Rodeado de técnicos suizos delegados del grupo Omega, JAZ lanzó su primer despertador “el CLASSIC” en 1921. Se vendieron casi 10.000 unidades durante el primer año y Louis-Gustave Brandt presentó una patente gracias a sus novedosas características: se colocó un nuevo botón de parada en la parte superior de la caja para detener fácilmente el timbre, y la campana estaba en la parte trasera y ya no en la parte superior, como se hacía tradicionalmente. La frecuencia del timbre era cercana a la nota musical “D”, lo que hizo reconocible sus relojes.
También es el inicio de una tradición: todos los productos Jaz tendrán un nombre terminado en “ic”, a priori como referencia al tictac del despertador.
Ivan Benel comentó que: “Tan pronto como tomamos la decisión de “lanzar el negocio”, enviamos a todos los minoristas un impreso, bastante lujoso, destinado a anunciar el nacimiento del “Jaz”.»
Se concedió la exclusiva comercial a la empresa HBJO (Relojeros Joyeros Orfebres), que creó una red comercial de una decena de agentes que viajaban por Francia y para mostrar los despertadores Jaz directamente a los minoristas.
En 1922, los pedidos llegaron gracias al éxito de su nombre, la reconocida calidad de los modelos, el efecto que producía el sonido cristalino e incluso el deseo de comprar productos franceses.
Con una notoriedad cada vez mayor, el nombre de la marca pasó a ser utilizada como una palabra genérica para denominar a un despertador en francés. Georges Scemama, publicista de la marca, dijo: “Observemos que “JAZ” nunca despierta a “JAZ”; es inútil e incluso contraproducente. Ya no hablamos de despertar, esta palabra ya no existe, es sustituida por su sinónimo, un "Jaz"».
A partir de 1924, el CIMH comenzó a exportar sus modelos a Europa y Asia y la fábrica de Puteaux duplicó su plantilla hasta superar los 100 empleados.
En 1925 se vendieron 500.000 unidades, y en 1929 otras 786.000

#### Expansión  (1930-1940)
En los años 1930, JAZ experimentó una expansión en todos los sectores: el de las colecciones con modelos de lujo, creaciones originales y relojes con función de alarma, y el de las invenciones técnicas, pero también el aumento de las ventas en Francia y en el extranjero. En 1931 se creó la primera filial, Jaz de Bélgica.
En aquella época, la fábrica de Puteaux empleaba a casi 300 personas.
En 1933, se presentó la patente de un indicador de reserva de marcha. Se trataba de una pequeña bandera, visible en una ventana situada en la esfera, que se ponía de color rojo para indicar con 24 horas de antelación cuándo se debía dar cuerda al reloj.
En 1934, una patente acompañó el lanzamiento del movimiento "8 días", que luego equipó toda una gama de relojes, a los que solo era necesario dar cuerda cada 8 días, mientras que los despertadores debían recargarse cada 30 horas.

### 1941-1966: el vuelo deljaseur

#### Los años de agitación (1941-1947)
Durante la Segunda Guerra Mundial se impusieron restricciones, en particular al latón, un componente esencial en la relojería. Esto obligó a que los movimientos se tuvieran que mecanizar utilizando zinc. Tras una decisión oficial que prohibía la fabricación de cajas de baquelita y de fayenza, se detuvo la producción de su gama de despertadores Pendulite (con caja de baquelita) y de los relojes de pared.
En 1941, bajo la ocupación alemana, la música de “jazz” era sospechosa porque era demasiado proamericana. La marca elude la censura añadiendo el dibujo de un pájaro, el jaseur (ampelis europeo), un ave migratoria del tamaño de un estornino. Se convierte así en el nuevo emblema de la marca en su logo y en sus productos.
En 1943, el éxito continuó con la producción del despertador número 10 millones. Luego, JAZ pasó del cuarto lugar en la mercado en 1939 al primer puesto tras la liberación.
Todos los servicios parisinos fueron trasladados a la fábrica de Puteaux, que empleaba a 350 trabajadores.
En 1946, la producción comenzó a reanudarse y la fábrica empleaba a 650 personas. La escasez de existencias seguía siendo frecuente, y los plazos de entrega a los minoristas eran considerables.
En julio de 1947 se emitieron 234.000 nuevas acciones para los minoristas en bolsa. El capital de la empresa se duplica nuevamente hasta alcanzar los 46,8 millones de francos. El consejo de administración estaba entonces presidido por Alfred Maîtrepierre, y Louis-Gustave Brandt pasó a ser vicepresidente. Cuando este último desapareció en  de noviembre de 1947, Paul Nicolas, entonces director comercial, pasó a ser director general.

#### IPO y expansión en el extranjero (1948-1958)
En 1948, CIMH se convirtió en “JAZ SA”, cuyas acciones cotizaban en bolsa. El nombre de la empresa se confunde entonces con el de la marca. Después de algunos años en Puteaux, los servicios comerciales y administrativos regresaron a París, a calle de la Boétie, en el distrito VIII.
En 1949 se instaló una línea de montaje moderna en la fábrica de Puteaux y se estableció un taller en el distrito XVII de París.
En 1951, los productos de Jaz se distribuían en 61 países. El número de modelos vendidos superó el millón anual gracias a un nuevo récord de 1.034.000 unidades vendidas. La gama incluía 78 modelos, incluidos 9 grandes despertadores, 28 del tipo Stylite y 16 ediciones limitadas.
También ese mismo año, Jaz entró en el capital de la Société Alsacienne de Précision (S.A.P.), una empresa relojera que fabricaba relojes despertadores de lujo Carat, bajo la empresa del mismo nombre. Esto permite a Jaz ampliar su gama con modelos de lujo, que luego llevan el símbolo del pájaro y nombres siempre terminados en "ic" como Sapic, Colmic y Alsic (en referencia al SAP, y a Colmar y a Alsacia, donde la empresa tenía su fábrica).
En 1954, Jaz llevó a cabo una fusión-absorción con la casa relojera francesa más antigua: Japy, creada por Frédéric Japy (1749-1812), lo que permitió a la marca añadir a su catálogo modelos que se posicionaban más bien en la parte inferior del mercado.
En 1955, las tres marcas, Jaz, Japy y Carat, se fusionaron bajo Générale Horlogère. El grupo contaba en total con 1.250 trabajadores distribuidos en dos fábricas, y parte de la producción se trasladó a un taller situado en Wintzenheim.
En 1957 se vendió la unidad número 20 millones: JAZ era entonces líder en Francia, con un tercio del mercado, pero también exportaba el 20% de su producción al extranjero, en particular a Italia, España, India y Brasil.

#### Primeros movimientos eléctricos a pilas (1959-1966)
En 1959, la industria relojera entró en la era de la electrónica, y Jaz aprovechó estas nuevas oportunidades lanzando tres movimientos alimentados por pilas. Desde su lanzamiento, la colección Jaz incluyó 175 modelos en total: 25 Jaz de Luxe, 40 despertadores elegantes, 20 Jaz de viaje, 40 Jaz clásicos y 45 relojes de pared de plástico o metal con movimiento eléctrico, de batería o de red, o incluso con movimientos mecánicos.
Los primeros relojes JAZ con transistores aparecieron en el catálogo de 1959-1960. En 1960, la cuota de mercado de JAZ superó el 33%, con 1.049.000 unidades vendidas.
En 1961, la fábrica de Puteaux fue expropiada y demolida para albergar el nuevo barrio de La Défense. A continuación, la producción se trasladó íntegramente a la fábrica de Wintzenheim.
En 1962 se fabricó el despertador Jaz número 25 millones.
La gama "JAZISTOR" nació en 1964, en particular con el primer despertador de transistores, el DRILIC, diseñado por P. Charbonnaux. El grupo Jaz empleaba a 1.100 personas para una capacidad de producción anual de más de 1,4 millones de piezas de las marcas Jaz, Japy y Carat. De este modo, el volumen de negocios aumentó de 33 millones de francos en 1961 a 47 millones en 1964.
En 1968 apareció el movimiento “día y fecha”, que permitía mostrar en la esfera el día de la semana y el día del mes. Varios modelos de despertadores y de relojes están equipados con ellos: Fichic, Perlic, Garnic, Gendic o incluso Motic.

### 1967-1986: electrónica

#### Eljaseurmoderno (1967-72)
En 1967, el pájaro jaseur, emblema de la marca, fue rediseñado y estilizado para darle una imagen más dinámica y moderna. En el logo antiguo aparecía con la cola hacia abajo, mientras que en la nueva versión se mostraba con la cola en la parte superior, lo que le daba una apariencia más cautivadora.
Ese mismo año, la profesión relojera atravesó una profunda fase de cambios con la llegada a Suiza de la primera generación mundial de relojes de cuarzo.
En 1969, la marca mantuvo su primer lugar entre los productores de relojes franceses, con una cuota de mercado del 46,1% en Francia.
En  de febrero de 1970, Jaz anunció el inicio de fabricación de relojes de pulsera. Para lograr esta diversificación, la firma se convirtió en accionista minoritario de la empresa Finhor del grupo Anguenot Frères. Los futuros relojes Jaz se fabrican en una fábrica de Villers-le-Lac (en Doubs) y estaban equipados con un calibre suministrado por la empresa France-Ebauches.
En 1971, la filial S.A.P., que posteriormente fabricaría todas los componentes de los relojes eléctricos (con una capacidad anual de 1,5 millones de unidades) empleaba a 850 personas.

#### Notoriedad y comercialización de sus relojes (1973-1978)
En 1973, Jaz alcanzó una tasa de popularidad del 87%, es decir, 9 de cada 10 franceses conocían los despertadores Jaz. La compañía también siguió apostando por la exportación con presencia en 74 países, filiales y sucursales en España, Italia, Bélgica, Brasil, India y los Países Bajos. El volumen de sus negocios de exportación representaba así un tercio de su volumen de negocios global, es decir, aproximadamente 35 millones de francos.
En 1974, la marca lanzó al mercado su primer reloj electrónico con lectura digital, y también un reloj electrónico con día y fecha y un despertador mecánico con lectura directa (sin manecillas) para el que se presentó la patente.
En 1975, la colección incluía en particular 17 relojes electrónicos y de cuarzo y 6 modelos de lectura directa con cristales líquidos y diodos luminiscentes. El volumen de negocios del año alcanzó así los 150 millones de francos con más de 5 millones de modelos y mecanismos vendidos.
El 13 de noviembre de 1975 se produjo la operación de fusión-absorción realizada por JAZ SA sobre la S.A.P y su fábrica de Wintzenheim. El miércoles 26 de noviembre de 1975 se produjo un incendio en la sede de la calle de la Boétie, que mató a 3 personas y destruyó los ordenadores y parte de las existencias de la empresa.
En 1976, la firma invirtió 10 millones de francos en la investigación centrada en los despertadores electrónicos, que representaban entonces el 83% de la producción, frente a alrededor del 60% en 1972.
Con el objetivo común de convertirse en el fabricante líder en el sector de los relojes de pulsera, las empresas Jaz, Finhor y Cupillard Rieme unieron fuerzas para crear la nueva empresa Framelec, que empleaba así a 1700 personas. Jaz, que poseía un tercio del capital, asumió la dirección.

#### Años de Matra y Seiko (1979-1985)
En 1979, Empain Schneider, un poderoso accionista que había tomado el control de Jaz unos años antes, vendió la firma a Matra. El catálogo del año incluía 40 modelos de Japy y 153 de Jaz. Casi todos los despertadores y relojes de la marca tenían manecillas y los calibres eran mecánicos, eléctricos, electrónicos o de cuarzo.
A partir de ese momento, el número de empleados y piezas fabricadas por Jaz disminuyó hasta producir solo 600.000 piezas al año. El centro de producción de Wintzenheim  ya solo empleaba a 500 personas, de las cuales 300 trabajaban en el sector de la relojería.
En 1981, se firmó un acuerdo entre Hattori, el fabricante de Seiko, y Matra. Una de las consecuencias de este acuerdo fue que Jaz dejó de fabricar parte de los calibres de sus despertadores y relojes de cuarzo, en favor de los movimientos japoneses.
En 1983, a pesar de un contexto económico cada vez más difícil en Francia, Jaz se convirtió en la marca de relojes francesa líder en los Estados Unidos con más de 200.000 relojes y 100.000 despertadores y relojes vendidos.
En agosto de 1983 se trasladaron gradualmente las actividades de la fábrica de Wintzenheim a Besançon, antes de cerrar definitivamente la factoría en 1990. La planta de Nanterre se cerró en 1984.

#### Del ocaso al silencio de Jaz (1986-1997)
En 1986, Matra, considerando una falta de sinergia entre su sector relojero y el resto de sus actividades, vendió sus activos, incluido Jaz, a Hattori, fabricante de Seiko. El símbolo del pájaro jaseur desapareció de los productos de la marca y los nombres de sus modelos ya no terminaban en "ic", sino que se convirtieron en referencias de cuatro dígitos.
El 1 de enero de 1987 se creó la Compagnie Générale Horlogère para reunir las marcas francesas Jaz y Yema, así como las marcas japonesas Seiko, Lotus y Pulsar.
A pesar de la creciente competencia, uno de cada tres despertadores vendidos en Francia siguió siendo un Jaz. Los movimientos procedían entonces de Japón y se ensamblaban en una fábrica de Morteau (la sede de Wintzenheim estaba en proceso de cierre).
Desde su creación en 1987 hasta su disolución en 1996 se sucedieron las reestructuraciones y movimientos de la C.G.H. (Compagnie Générale Horlogère) frente a un mercado relojero cada vez más en decadencia.
En 1989, Jaz celebró su 70 cumpleaños diseñando dos nuevos relojes de escritorio en estilo neo-Art Déco. A pesar de estos numerosos intentos de marketing, las ventas experimentaron un descenso considerable. Al mismo tiempo, la producción de relojes se detuvo definitivamente.
En junio de 1995, las limitaciones financieras y de mercado acabaron obligando a la C.G.H a detener la actividad de la marca Jaz, garantizando al mismo tiempo que se encontraría un comprador.
En enero de 1997 la explotación de la marca Jaz en Francia se vendió a la EFA, la empresa creada en 1988 por Marc Augier (fabricante de la marca Camel Trophy). Ese mismo año se lanzó una nueva colección, con 280 referencias de despertadores.

### 2016: el renacimiento de JAZ
Después de unos quince años de silencio, la marca Jaz renació en 2016 con una nueva colección de relojes diseñados y ensamblados en Francia, en un taller de relojería en el barrio 15 de París, perteneciente a la empresa Data Acess.
La marca propone una nueva colección “Classic”, pero también reediciones de modelos antiguos de los años 1970.

## Estrenos mundiales
En 1921: lanzamiento del CLASSIC, el primer despertador de la marca que presentaba un nuevo botón de parada situado en la parte superior y el gong colocado en la parte trasera y no en la parte superior como se venía haciendo tradicionalmente.
En 1934: lanzamiento del movimiento de 8 días en toda una gama de relojes.
En 1948: aparición del primer despertador del mundo, el TROTTIC, dotado de un movimiento con segundero central. Sin embargo, fue el exitoso modelo JAZIC el que hizo popular esta innovación en 1949.
En 1951: creación de los primeros despertadores con timbre limitado: SAPIC, COLMIC y ALSIC
En 1959-60: presentación de los primeros péndulos de transistores y péndulos circulares: TRANSIC, ALPIC, SISTRIC, etc.
En 1968: lanzamiento de los primeros modelos de transistores en el mundo con la gama “Jazistor”: el despertador PERLIC, el despertador GENDIC con calendario automático de día y fecha y el primer radio-despertador de transistores ONDIC.
En 1968-69: lanzamiento del FAMIC, un despertador de transistores equipado con el calibre CR 100% eléctrico y el primer tono de llamada modulado del mundo, que se ha convertido en el "timbre" actual.
En 1969-70: creación del calibre CF, el primer movimiento a batería del mundo que indica la hora, los segundos, el día y la fecha, utilizado principalmente en los relojes de pared GUEPIC, BARIC y FORGIC.
En 1969-70: creación del calibre CR, el primer movimiento alimentado por batería que indica la hora, los segundos, el día, la fecha y el día del mes. Equipa en particular los relojes de pared MENSIC y CALIC.
En 1975: lanzamiento del DIGIC, el primer despertador digital mecánico con ventana móvil.

## Datos financieros
1919: creación de la S.A. C.I.M.H. con un capital de 600.000 francos, que aumentó a 1,8 millones de francos durante el mismo año.
1922: el capital de la empresa se duplicó hasta alcanzar los 3,6 millones de francos.
1947: se emiten y ofrecen a los minoristas 234.000 nuevas acciones. El capital de la empresa se duplica nuevamente hasta alcanzar los 46,8 millones de francos.
1948: CIMH se convierte en “JAZ SA”, cuyas acciones cotizan en bolsa.
1948: Jaz entra en el capital de la Société Alsacienne de Précision (S.A.P.).
1954: Jaz completa una fusión con la empresa relojera francesa Japy.
1975: Jaz realiza una fusión-absorción de S.A.P y su fábrica de Wintzenheim. De este modo, el capital social de JAZ SA aumenta de 9,3 millones de francos a 11,5 millones de francos.